# Aleksander Chrószcz
Aleksander Marek Chrószcz – polski lekarz weterynarii, doktor habilitowany nauk weterynaryjnych, profesor na Uniwersytecie Przyrodniczym we Wrocławiu, specjalista od anatomii zwierząt i anatomii rozwojowej.

## Kariera naukowa
W 2002 roku na Akademii Rolniczej we Wrocławiu uzyskał tytuł lekarza weterynarii. W 2007 roku na Wydziale Medycyny Weterynaryjnej tej samej uczelni uzyskał stopień doktora nauk weterynaryjnych na podstawie rozprawy pt. Morfologia i rozwój żołądka świni w okresie prenatalnym, której promotorem był Norbert Pospieszny. W tym samym roku został zatrudniony na tejże uczelni, a w 2015 roku uzyskał na jej Wydziale Medycyny Weterynaryjnej stopień doktora habilitowanego nauk weterynaryjnych na podstawie pracy pt. Zastosowanie anatomii oraz nauk weterynaryjnych w badaniach nad szczątkami kostnymi zwierząt domowych.